# Copidognathus sculptus
Copidognathus sculptus is een mijtensoort uit de familie van de Halacaridae. De wetenschappelijke naam van de soort is voor het eerst geldig gepubliceerd in 1909 door Police.